# 関西レディースナインボールオープン
関西レディースナインボールオープンは、日本プロポケットビリヤード連盟(JPBA)が主管して行っているポケットビリヤードの女子大会。グレードはG2に分類される。 2003年より開催され、『関西オープン』と共催。種目はナインボール。

## 歴代成績
| 開催年 | 優勝者     | 準優勝者                      | 3位タイ                  |
| ------ | ---------- | ----------------------------- | ------------------------ |
| 2003   | 曽根恭子   | 福家美幸                      |                          |
| 2004   | 梶谷景美   | 坂田夕紀                      | 夕川景子、並木咲子       |
| 2005   | 浜西由希子 | 范瑞芳( チャイニーズタイペイ) | 曽根恭子、大谷晃央       |
| 2006   | 高木まき子 | 大谷晃央                      | 曽根恭子、山口美智子     |
| 2007   | 福家美幸   | 浜西由希子                    | 河原千尋、大谷晃央       |
| 2008   | 福家美幸   | 頼彗珊( チャイニーズタイペイ) | 曽根恭子、高木まき子     |
| 2009   | 福家美幸   | 大谷晃央                      | 夕川景子、渡辺哉子       |
| 2010   | 梶谷景美   | 周捷予( チャイニーズタイペイ) | 河原千尋、武本有希       |
| 2011   | 河原千尋   | 高木まき子                    | 梶谷景美、福家美幸       |
| 2012   | 河原千尋   | 大井由希子                    | 曽根恭子、梶谷景美       |
| 2013   | 曽根恭子   | 夕川景子                      | 野内麻聖美、新保まり子   |
| 2014   | 栗林美幸   | 佐藤千晶                      | 野内麻聖美、溝口清美     |
| 2015   | 河原千尋   | 久保田知子                    | 布川明子、曽根恭子       |
| 2016   | 河原千尋   | 栗林美幸                      | 藤田知枝、和泉早衣子アマ |
| 2017   | 栗林美幸   | 曽根恭子                      | 梶谷景美、野内麻聖美     |